# Dog Creek 46
Dog Creek 46 är ett reservat i Kanada.   Det ligger i provinsen Manitoba, i den sydöstra delen av landet, 1 800 km väster om huvudstaden Ottawa.
Trakten runt Dog Creek 46 är nära nog obefolkad, med mindre än två invånare per kvadratkilometer.